# Radieschen von unten
Radieschen von unten (Originaltitel: Des pissenlits par la racine) ist ein französisch-italienischer Spielfilm aus dem Jahr 1963 mit Louis de Funès, Michel Serrault und Mireille Darc in den Hauptrollen. Das Drehbuch, das Regisseur Georges Lautner zusammen mit Clarence Weff und Albert Kantof verfasst hat, basiert auf einem Roman von Clarence Weff. In Frankreich kam der Streifen erstmals am 6. Mai 1964 in die Kinos. In der Bundesrepublik Deutschland, wo er auch unter dem Titel Sarg oder Geige gezeigt wurde, lief er ab dem 22. April 1966.

## Handlung
Fünf Jahre lang hat der Bassgeiger Jérôme allabendlich in einem Erfolgsstück auf der Bühne sein Solo gespielt. Als er es nach dem letzten Aufführungstag bei einer Abschiedsparty noch einmal zum Besten geben will, findet er im Kontrabasskasten anstelle des Instruments eine Leiche, den Ganoven „Pommes-Chips“, den Jérômes leicht verrückter Vetter Jacques in Notwehr erstochen hat. Erst macht der Tote große Schwierigkeiten, doch dann verarbeitet ihn Jérômes Onkel, ein kauziger Museumspräparator, kurzerhand zu einem Skelett für die medizinische Fakultät. Leider ist die Freude nur von kurzer Dauer, denn in der Jacke von „Pommes-Chips“ steckte der Wettschein eines Freundes, der eine Riesenquote gebracht hat. Während die Ganovenbande plötzlich scheinheilig Museumsbesuche macht, hat Jérôme den Wettschein längst an sich genommen. Und während der verzweifelte Oberganove wieder zu Fälscherkunststücken greift und damit prompt im Kittchen landet, kassiert der Musikant die Moneten und fährt mit einem leichten Mädchen von dannen.

## Kritiken
„Turbulentes Louis-de-Funès-Lustspiel um eine Leiche im Kontrabaßkasten und einen Riesengewinn beim Pferdetoto. Eine Fülle von oft schwarzhumorigen Gags.“

„Viel Theater um eine erst hinderliche und dann sehr begehrte Leiche. Ein makabres Thema, grotesk und burlesk geplant, aber trotz gestalterischer Vorzüge nicht in diesem Sinne bewältigt, und mit ethisch leichtfertigem Schluß. Für Erwachsene, ohne Empfehlung.“

„Eine schwarze Komödie mit hochkarätiger Besetzung: Regisseur Georges Lautner gilt als Spezialist für witzige und zugleich spannende Kinounterhaltung und bewies dies mit seinen Mimen Mireille Darc, Chaos-Komödiant Louis de Funès und Michel Serrault trefflich. Denn hier wird das Theaterleben, der Polizeiapparat, die Geistlichkeit und die Welt der Kriminellen übermütig-einfallsreich karikiert.“

„Prädikat ‚Wertvoll‘.“